# テヒグラム
テヒグラム(Tephigram)とは、大気の熱力学的な状態を表現するグラフの1種で、気象予報の専門領域で使われる。テフィグラムとも言う。

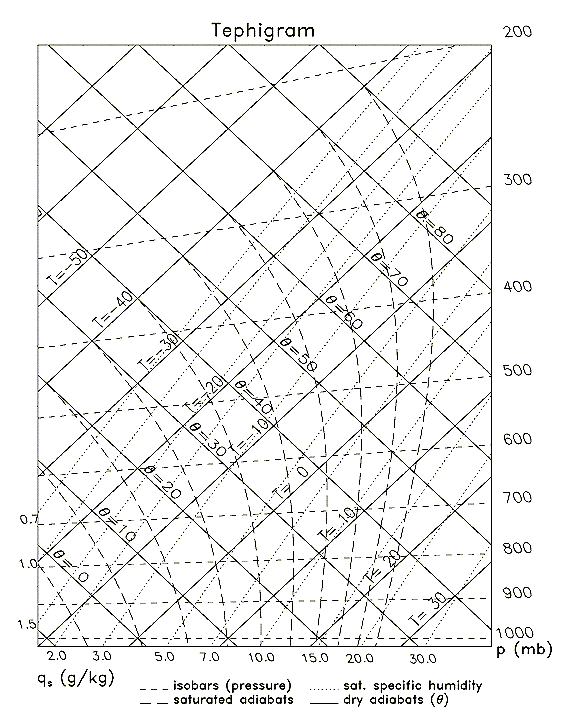
未記入のテヒグラムの例

斜め方向の直線軸は、気温の等しいところを表す等温線と温位の等しいところを表す等温位線で構成されている。温位はエントロピーに相当するので、等温位線は等エントロピー線とも言う。気温を表すtemperatureとエントロピーを表すentropy=φ(ファイfai または フィーfiと読む)、そして接尾辞gramから、T-φ-gramと呼ばれ、これが読みだけになってTephigramとなった。
また、気温と温位のほかに、高度（気圧）を表す等圧線、湿潤断熱減率を表す湿潤断熱線、乾燥断熱減率を表す乾燥断熱線、飽和比湿を表す飽和比湿線が記されている。
ふつう、高層気象を観測するラジオゾンデから得られた、各気圧の地点における気温と露点温度のデータをもとに、テヒグラムに線を記入していく。線を描き終えると、図から対流有効位置エネルギー(CAPE)の値を算出する。これは、また、各高度での風向を表す矢羽も記入されることがある。これは、上空の風向分布をもとに時間の補正をするためである。
イギリスの気象学者ネイピア・ショー(Napier Shaw)が考案し、1915年にイギリスとカナダにおいて初めて使用された。グラフ上での面積の大小がエネルギーの大小に等しいため、CAPEの算出に都合がよく、これが採用の大きな理由となった。これ以降、他の国でも、詳細な部分は違っても似たようなグラフが使われ始めた。